# Кордун Віктор Максимович
Віктор Кордун (20 серпня 1946, с. Васьковичі — 3 вересня 2005, Київ) — український поет, перекладач. Один із найяскравіших представників Київської школи поезії. Заслужений діяч мистецтв України (2001).

## Життєпис
Народився в с. Васьковичі Коростенського району Житомирської області.
Дебютував 1967 року на сторінках «Літературної України», після чого відразу ж був заборонений до друку.
Вчився в Київському університеті імені Тараса Шевченка, з якого був виключений, потрапивши до списку політично неблагонадійних. Згодом закінчив Київський інститут театрального мистецтва. Разом з поетами Василем Голобородьком, Василем Рубаном, Миколою Воробйовим та іншими започаткував і теоретично обґрунтував так звану Київську школу поезії. Знову публікуватися Віктор Кордун зміг аж на початку 1980-х років. У 1996-1999 рр. був редактором випуску в Україні та членом редколегії літературного журналу «Світо-вид».
Був заступником Голови президії Національної Спілки письменників України.
Помер у Києві 3 вересня 2005 року внаслідок серцевого нападу. Похований у Вишневому Київської області.

## Твори
- «Земля натхненна» (1984)
- «Пісеньки з маминого напрестка» (1986)
- «Славія» (1987)
- «Кущ вогню» (1990)
- «Сонцестояння» (1992)
- «Трава над травою» (2005). — К.: Неопалима купина, 176 с.

Видавалися книги в перекладі німецькою мовою — «Kryptogramme» (1996) та «Weisse Psalmen» (1999), а окремі збірки — іншими мовами світу.
Також Кордун перекладав твори Юстінаса Марцінкявічюса.

## Відзнаки
Лауреат премій ім. П. Тичини та ім. В. Сосюри, а також премії Міжнародної фундації Антоновичів (США).